# Нес, Честер
Честер Нес (англ. Chester Nez; 23 января 1921, Чи-Чил-Тах, округ Мак-Кинли, штат Нью-Мексико, США — 4 июня 2014, Альбукерке, штат Нью-Мексико, США) — американский ветеран Второй мировой войны. Последний выживший радист-шифровальщик языка навахо, который служил в Корпусе морской пехоты США во время Второй мировой войны.

## Ранние года
Нес родился в Чи Чил Тах, Нью-Мексико, в семье навахо Dibéłizhiní (Клан чёрных овец) из Tsénahabiłnii (Люди Спящей скалы). Он вырос в то время, когда отношения между правительством США и народом навахо были сложными. Его мать умерла, когда ему было всего три года. Нес, вспоминал, что детей часто забирали из резерваций, отправляли в школы-интернаты и запрещали говорить на языке навахо. В восемь лет Нес был отправлен в школу, находящуюся в ведении Бюро по делам индейцев. Тогда же он получил своё английское имя Честер в честь президента США Честера А. Артура. Именно в одной из государственных школ-интернатов в Туба-Сити, штат Аризона, Нес был завербован в Корпус морской пехоты

## Радист-шифровальщик
Нес скрыл решение поступить на военную службу от своей семьи. Он и 28 других навахо сформировали 382-й учебный взвод рекрутов на базе морской пехоты в Сан-Диего в мае 1942 года. 29 человек, окончивших учебный лагерь, включая Неса, были затем направлены в Кэмп-Эллиот, Калифорния, где им было поручено создать код для безопасной голосовой тактической (боевой) связи. В то время тактические радиостанции не были оснащены, как сегодня, технологией шифрования/дешифрования, позволяющей противнику прослушивать радиопереговоры, что часто приводило к катастрофическим результатам. Язык навахо был выбран потому, что его сложный синтаксис и фонология чрезвычайно затрудняли его изучение в качестве второго языка, и он не имел письменной формы. Нес заявил, что разработчики использовали повседневные слова, чтобы их было легко запомнить и запомнить. В 1942 году он был среди шифровальщиков, которых отправили на Гуадалканал, где они работали в командах по два человека: один для отправки и получения, другой для управления радио и прослушивания ошибок. Нес принимал участие в операциях на Бугенвиле, Гуаме, Ангауре и Пелелиу. Он был с честью уволен в запас как рядовой первого класса в 1945 году и вернулся, чтобы принять участие в Корейской войне, после которой он был уволен в звании капрала.

## Послевоенная жизнь
С 1946 по 1952 год Нес учился в Канзасском университете, где изучал коммерческое искусство, но к 1952 году прекратил учёбу после того, как исчерпал финансирование предоставляемого законом о военнослужащих; он был удостоен почетной степени бакалавра Колледжем гуманитарных и естественных наук Канзасского университета в День ветеранов 2012 г
После службы в армии он 25 лет работал художником в госпитале для ветеранов в Альбукерке. В 2011 году он вместе с Джудит Авила написал мемуары «Code Talker: The First and Only Memoir by One of the Original Navajo Code Talkers of WWII».

## Золотая медаль Конгресса
26 июля 2001 года Нес был одним из пяти оставшихся в живых радистов-шифровальщиков, получивших Золотую медаль Конгресса от президента Джорджа Буша.

## Смерть
Нес умер 4 июня 2014 года от почечной недостаточности в Альбукерке в возрасте 93 лет.